# Allegoria dell'Inclinazione
L'Allegoria dell'inclinazione è un dipinto a olio su tela (152x61 cm) di Artemisia Gentileschi, databile al 1615-1616 e conservato nel soffitto della Galleria di Casa Buonarroti, a Firenze.

## Storia e descrizione
Il dipinto – commissionato nel 1615-16 da Michelangelo Buonarroti il giovane (1568-1646), nipote del celebre artista fiorentino – raffigura una giovane donna nuda, che regge con ambo le mani una bussola, sospesa in aria, su una coltre di nubi celesti, mentre una piccola stella luminosa brilla in fronte al viso incorniciato da biondi capelli che sembrano voler ribellarsi a una sin troppo elaborata acconciatura.
Rappresenta l'allegoria della Inclinazione ovvero del talento naturale, la predisposizione per un'arte. Le fattezze della giovane, ricordano i tratti somatici di alcuni ritratti (come l'incisione di Jérome David) e presunti autoritratti della pittrice.
Così ne parla Alexandra Lapierre nel suo romanzo su Artemisia:
Attraverso l'allegoria, Artemisia Gentileschi, allora ventiduenne, avrebbe dunque celebrato anche la propria inclinazione artistica. Vero o falso che sia proporre una identificazione così stretta della giovane donna della tela con la figura di Artemisia, è indubbio che il dipinto doveva avere una carica di  conturbante sensualità; carica che oggi si può solo immaginare, avendo Lionardo Buonarroti, nipote del committente, ordinato a Baldassarre Franceschini, detto il Volterrano, l'esecuzione dei drappeggi moralistici che ne coprono le nudità (intorno al 1684).
Tra l'ottobre del 2022 e l'aprile del 2023 il dipinto venne restaurato. L'intento del restauro era cercare di recuperare l'immagine nascosta dai panneggi aggiunti nel 1684: dato che l'opera si sarebbe danneggiata rimuovendo i panneggi aggiunti, e dato che questi ormai fanno parte della storia del dipinto, venne ideato un progetto di restauro, finanziato dall'ente inglese Calliope Arts e dal filantropo Christian Levett, che avrebbe portato alla creazione di una replica digitale dell'opera che avrebbe mostrato come doveva apparire il quadro prima dell'intervento del Volterrano. Venne effettuata un'indagine ai raggi ultravioletti e furono usati i raggi X per individuare le parti nascoste. Questa replica digitale venne mostrata al pubblico per la prima volta in occasione di una mostra su Artemisia, iniziata il 26 settembre del 2023 e svoltasi alla casa Buonarroti.